# ジャンプ (小説)
『ジャンプ』は、佐藤正午の小説、およびそれを原作とした2004年の日本映画。

## 概要
光文社のファッション雑誌『Gainer』に1999年1月から2000年8月まで連載され、2000年9月25日に同社から単行本が刊行された。のち2002年10月に文庫化された。
『本の雑誌』誌が選出した「ノンジャンルベスト10」の2000年度の年間第1位に選出された。また、『週刊文春』の「ミステリーベスト10」においても、2000年度の第7位に選出されている。
2004年5月に映画化された。
2024年3月に光文社文庫より新装版が刊行された。

## ストーリー
三谷とみはるは付き合ってから半年が経過していた。三谷は札幌への出張前夜、みはると一緒にバーで飲んでいた。酒の苦手な三谷は酩酊。みはるに介抱されながら2人は彼女の自宅へと向かう。その直前、みはるは三谷食べさせるリンゴを買いに行く為に彼を置いてコンビニへ向かった。鍵を渡された三谷は、部屋に上がりこんだまま眠りについてしまう。翌朝、目が覚めると、みはるの姿はなかった。携帯電話も通じない。三谷には焦りが生じながらも出張へ行かねばならなかった。時間が経つにつれて三谷の心配は大きくなっていったが、みはると連絡を取ることができない。みはるは本当にジャンプ（失踪）してしまったのだろうか? 三谷は彼女の行方を追う。

## 書誌情報
- 単行本：2000年9月1日発売、光文社、ISBN 978-4334923242
- 光文社文庫：2002年10月20日発売、ISBN 978-4334733865
- 光文社文庫【新装版】：2024年3月13日発売、ISBN 9784334102364

## 映画
監督は原作者の佐藤正午と20年来の友人である竹下昌男。それまで助監督を務めてきたが、本作がデビュー作品になった。主演はお笑いグループネプチューンの原田泰造。オファーがきた後、すぐに出演を決断したという。劇中では普段の芸風は一切封印され、シリアスな演技を貫いている。なお、映画では三谷の出張先が札幌から福岡に変更されている。

### 出演
- 三谷純之輔 : 原田泰造
- 鈴乃木早苗 : 牧瀬里穂
- 南雲みはる : 笛木優子
- 松永 : 光石研
- 天笠みゆき : 鈴木砂羽
- バーのママ : 金久美子
- 濱口瑠美子 : 唯野未歩子
- 派出所の警官 : 菅原大吉
- 看護婦 : 秋山菜津子
- コンビニ店長 : 寺島進
- 救急車で運ばれる大学生 : 榊原めぐみ
- コンビニ店員 : 佐藤隆太
- テレビレポーター : 青木さやか
- 宣伝部部長 : 平泉成
- 管理人 : 上田耕一
- 江ノ旗耕一 : 伊武雅刀
- 営業部部長 : 中井貴一（友情出演）

### スタッフ
- 監督 - 竹下昌男
- 原作 - 佐藤正午『ジャンプ』
- 脚本 - 井上由美子
- 製作 - 安田匡裕、川城和実、高野力
- 製作担当：森井輝
- 制作プロダクション - エンジンネットワーク
- 配給 - シネカノン

### 受賞
- 新藤兼人賞2003　銀賞（竹下昌男）